# شارب القط الألني
شارب القط الألني (الاسم العلمي:Orthosiphon allenii) هو نوع من النباتات يتبع جنس شارب القط من الفصيلة الشفوية.